# الضلعة (حجر)

'

تعديل مصدري - تعديل

الضلعة هي إحدى قرى عزلة الصداره بمديرية حجر التابعة لمحافظة حضرموت، بلغ تعداد سكانها 171 نسمة حسب تعداد اليمن لعام 2004.